# Andemtenga
Andemtenga ist sowohl eine Gemeinde (französisch commune rurale) als auch ein dasselbe Gebiet umfassendes Departement im westafrikanischen Staat Burkina Faso, in der Region Centre-Est und der Provinz Kouritenga. Die Gemeinde hat in 25 Dörfern 49.207 Einwohner, in der Mehrzahl Angehörige der Mossi.

## Einzelnachweise

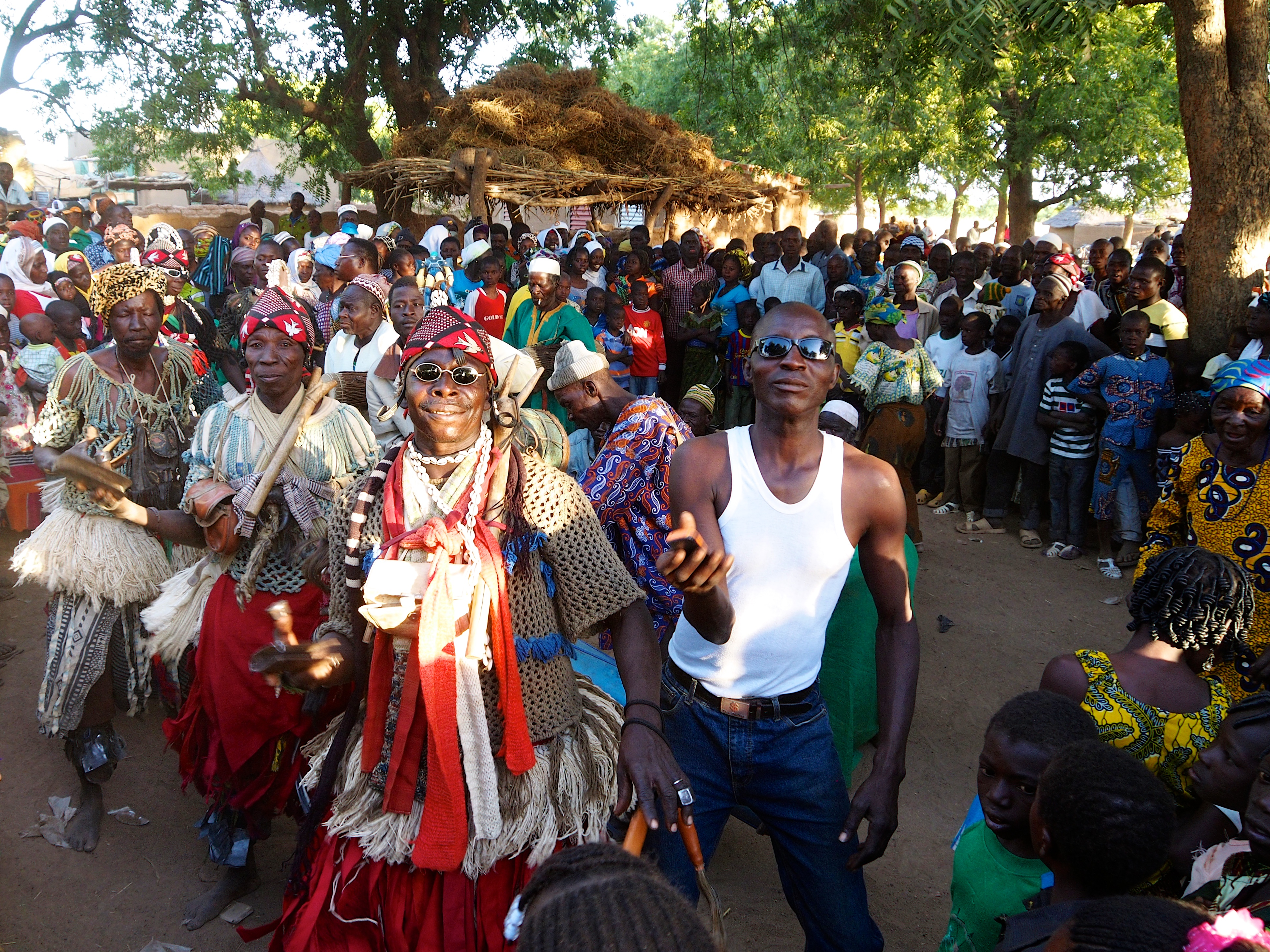
Mossi-Tänzer in Andemtenga